# Arlene Martel

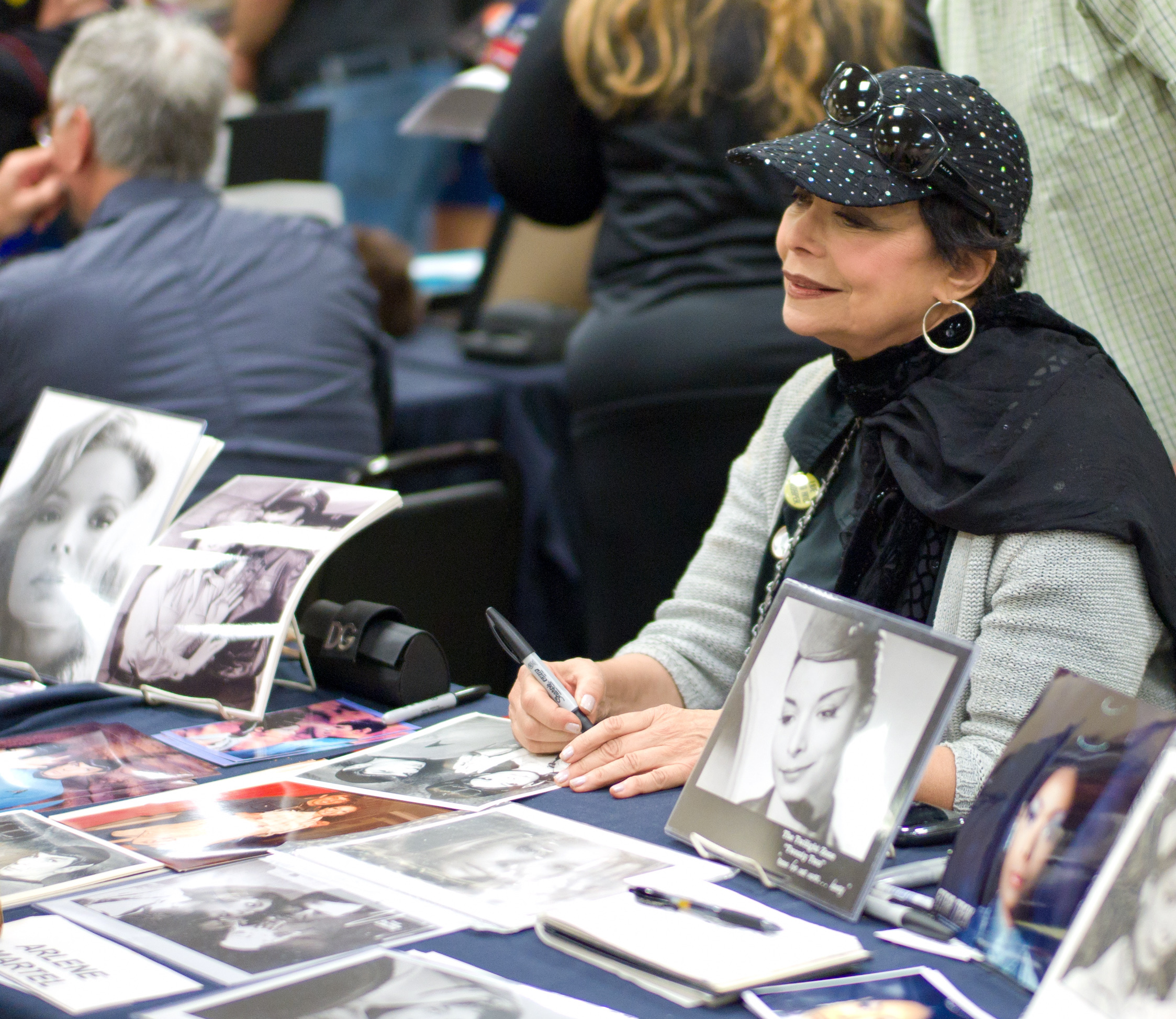
Arlene Martel (2011)

Arlene Martel (* 14. April 1936 in New York City, New York; † 12. August 2014 in Los Angeles, Kalifornien) war eine US-amerikanische Schauspielerin. Vor 1964 benutzte sie die Künstlernamen Tasha Martel, Arlene Sax und Arline Sax.

## Leben
Martel wuchs in einfachen Verhältnissen in der New Yorker Bronx auf, ehe der Arbeitgeber ihrer Mutter sie auf seine Kosten auf ein Internat in Connecticut schickte. Später besuchte sie die renommierte High School of the Performing Arts in ihrer Heimatstadt, die sie mit Auszeichnung abschloss. Daraufhin trat sie am New Yorker Broadway auf und absolvierte ab Ende der 1950er Jahre regelmäßig Fernsehauftritte. Ihr Debüt auf der Kinoleinwand gab Martel 1964 mit Antonio Santeans Mysteryfilm The Glass Cage, ehe sie einem breiten US-amerikanischen Publikum durch ihre Rolle als T’Pring in der Star-Trek-Episode Amok Time und der The-Outer-Limits-Episode Demon with a Glass Hand bekannt wurde.
Die 1,68 m große Schauspielerin war mit dem vier Jahre jüngeren US-amerikanischen Schauspielkollegen Jerry Douglas verheiratet. Aus der geschiedenen Ehe gingen zwei Kinder hervor.
Martel starb im August 2014 im Alter von 78 Jahren an einem Herzinfarkt.

## Filmografie (Auswahl)
- 1960–1961: Kein Fall für FBI (The Detectives, Fernsehserie, drei Folgen)
- 1964: The Outer Limits (Fernsehserie, eine Folge)
- 1964: The Glass Cage
- 1965: Bezaubernde Jeannie (I Dream of Jeannie, Fernsehserie, Folge Russisches Roulette bzw. Russian Roulette)
- 1965–1970: Ein Käfig voller Helden (Hogan’s Heroes, Fernsehserie, sieben Folgen)
- 1967: Raumschiff Enterprise (Star Trek, Fernsehserie, Folge Weltraumfieber bzw. Amok Time)
- 1968: Engel der Hölle (Angels from Hell)
- 1972: Die Abenteuer des Nick Carter (Adventures of Nick Carter, Fernsehfilm)
- 1972: Columbo: Blumen des Bösen (The Greenhouse Jungle, Fernsehreihe)
- 1973: Columbo: Ein gründlich motivierter Tod (Double Exposure)
- 1974: Columbo: Meine Tote – Deine Tote (A Friend in Deed)
- 1974: Indict and Convict (Fernsehfilm)
- 1975: Conspiracy of Terror (Fernsehfilm)
- 1977: Chatterbox
- 1978: Zoltan, Draculas Bluthund (Dracula’s Dog)
- 1982: Eleonor, First Lady of the World (Fernsehfilm)
- 1996: What Do Women Want
- 2007: Star Trek: Of Gods And Men (Fanserie)